# Apache Ivy
Apache Ivy ist ein Software-Werkzeug zur Verwaltung und Einbindung von Java-Archiven, von denen ein Java-Projekt abhängig ist. Es ist ein Unterprojekt des Apache-Ant-Projektes, ein Build-Management-Tool, das Ant um die Möglichkeit ergänzt, eigene oder fremde Bibliotheken aus privaten oder im Internet frei zur Verfügung gestellten Repositories nachzuladen.
Apache Ant gemeinsam mit Apache Ivy konkurrieren mit Apache Maven und Gradle, Build-Management-Tools, welche selbst eine eingebaute Verwaltung und Einbindung von abhängigen Jar-Files besitzen.

## Geschichte
Ivy wurde ursprünglich von Jayasoft unter Leitung von Xavier Hanin im September 2004 begonnen. Im Oktober 2006 wurde Ivy (in der damaligen Version 1.4.1) auf Apache transferiert, zunächst wie alle neuen Projekte in den Apache Incubator. Nach entsprechenden Anpassungen (beispielsweise Umbenennungen von fr.jayasoft.ivy nach org.apache.ivy) wurde Apache Ivy im Oktober 2007 ein Top-Level-Apache-Projekt, als Subprojekt von Apache Ant.